# Семинарская улица (Рязань)

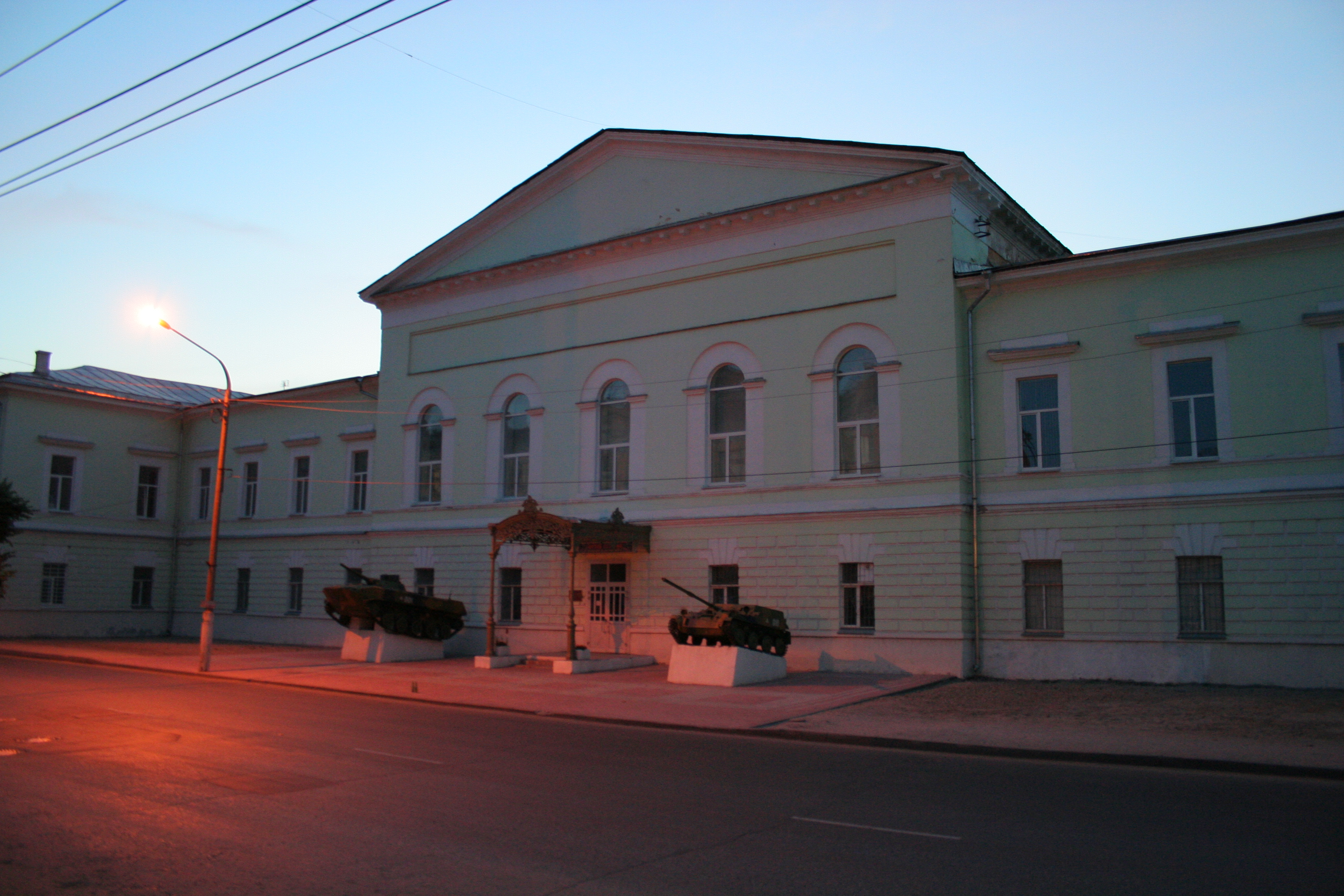
Бывшая духовная семинария. Ныне - музей истории ВДВ.

Семина́рская у́лица — одна из главных улиц Рязани. Начинается от перекрёстка улиц Соборной и Ленина и заканчивается на товарном дворе вокзала Рязань-1. Название связано с духовной семинарией, которая располагалась здесь до 1917 года.

## История
В XV веке, когда произошёл бурный рост нового города - Переяславль-Рязанский, Семинарская стала одной из первых новых улиц города. В 1596 году здесь построили первое каменное здание в Рязани за пределами Кремля — храм Вознесения Господня. Уже в 1597 году, согласно летописям, на Семинарской насчитывалось 114 дворов. В XIX веке эта улица была центром торговли, в середине века в доме № 1 появился первый меховой салон Рязани. На перекрёстке улиц Семинарской и Астраханской в ноябре 1906 года 22-летний эсер-боевик Первицкий застрелил из пистолета проезжавшего мимо в санях полицмейстера Рязани Георгия Хорото. С 1919 по 2005 год улица носила имя Ивана Каляева.
В марте 1918 года семинария была закрыта. В 1964 здесь было открыто Рязанское воздушно-десантное училище. Оно стало первым и единственным подобным учреждением в СССР и позже в РФ, однако позже выяснилось, что это уникальное в своем роде училище во всём мире.
Сегодня здесь же располагается управление МЧС и пожарная станция.

## Примечательные здания и сооружения
- Здание Рязанской духовной семинарии. Построено в 1816 году. В этом учебном заведении учились многие известные люди, в том числе и лауреат Нобелевской премии Иван Петрович Павлов. С 1972 году в здании действует Музей истории Воздушно-десантных войск.
- Государственный Рязанский приборный завод. Основан в 1918 году. Раньше в небольших цехах завода обрабатывали древесину. Вскоре были построены современные производственные площадки и начался выпуск высокотехнологичного оборудования для военной и гражданской техники.
- Дом № 10. Дом знаменитых сестёр-писательниц Надежды и Софьи Хвощинских[2].Большую часть жизни провела и умерла в этом доме Софья.
- Гостиница Приокская. Один из старейших отелей Рязани. Был построен после Великой Отечественной войны пленными немцами.
- Главное управление МЧС России по Рязанской области. Здание построено до революции. Пожарная каланча является самой высокой в Рязани. Сейчас на каланче постоянно стоит манекен пожарного.
- Памятник Ленину в сквере перед приборным заводом.
- Здание школы № 6 с углублённым изучением французского языка. Построено до революции. В здании школы также расположен Музей истории российско-французских отношений[3].
- Дом № 15. Здание построено в 1913 году на деньги царской семьи как Романовское училище. 23 марта 1915 года в этом доме состоялось «Первое собрание произведений для Рязанского городского художественно-исторического музея имени профессора Ивана Петровича Пожалостина» - для проведения выделили один зал и две комнаты. Сегодня это юридический корпус Рязанского государственного университета. Здание выполнено в стиле модерн - модном стиле для Рязани XX века.

## Галерея

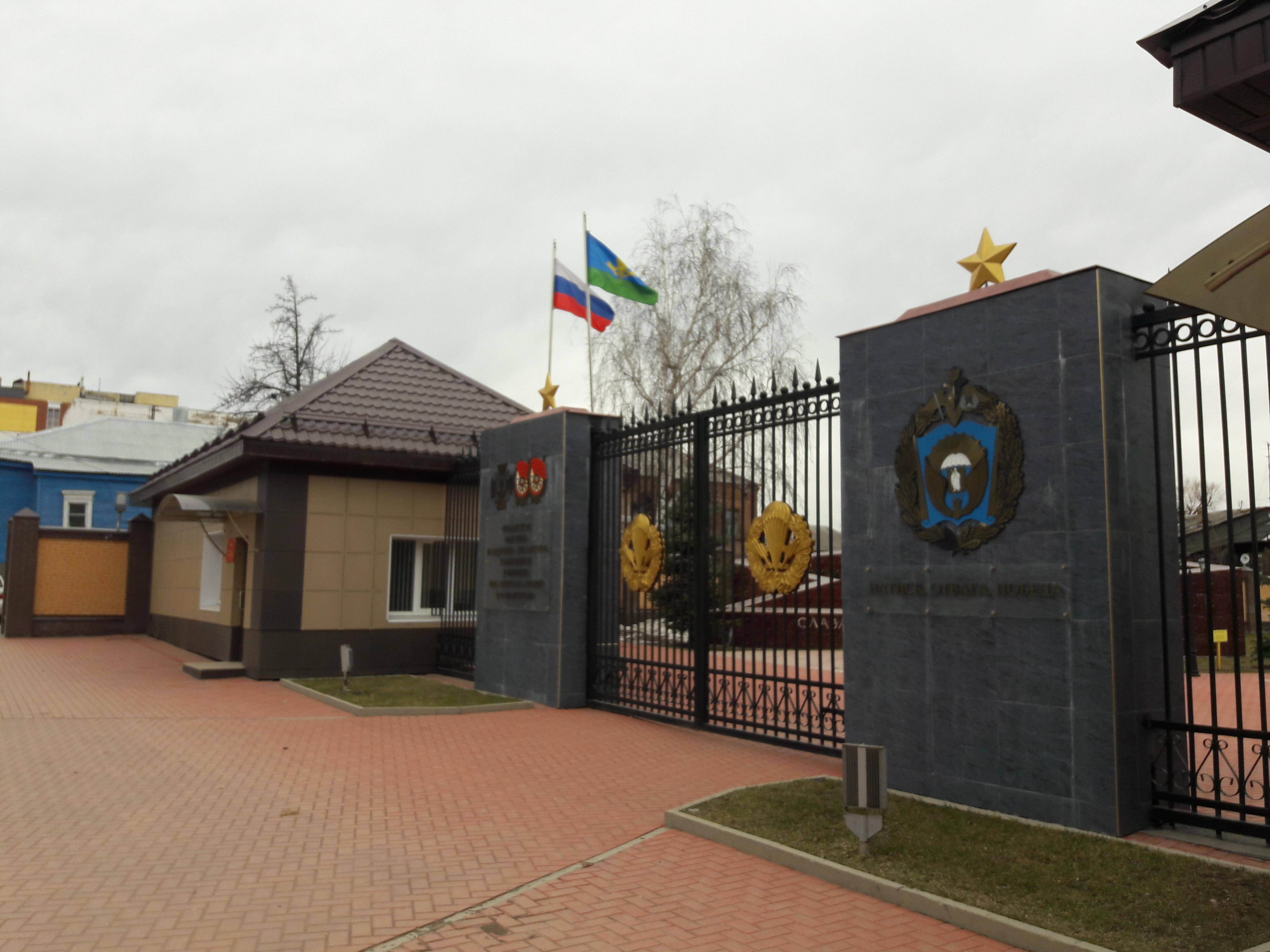
РВВДКУ им. В.Ф. Маргелова
Главное управление МЧС по Рязанской области.
Гостиница "Приокская".
Дом на пересечении улиц Семинарской и Соборной.
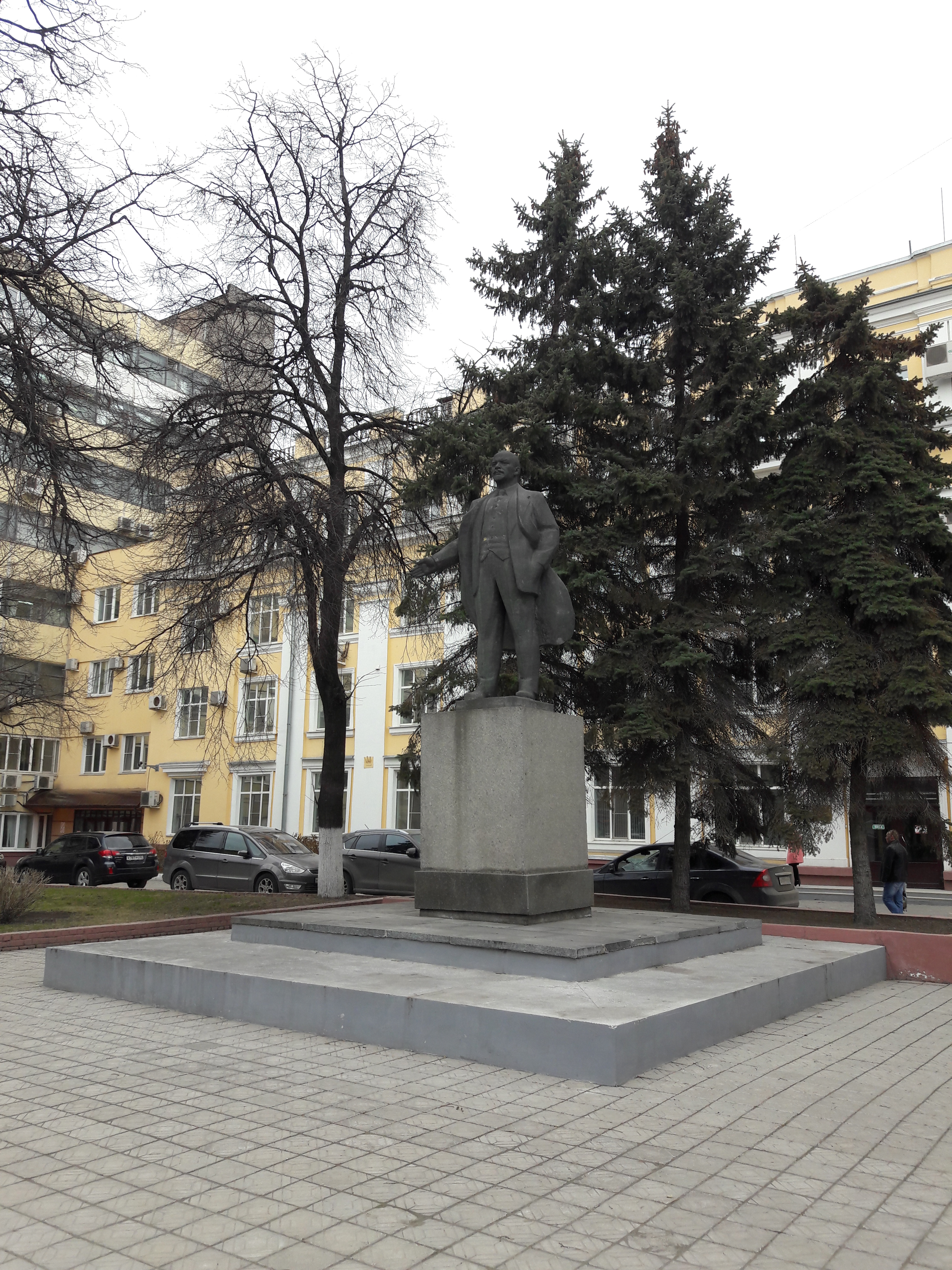
Памятник Ленину в сквере перед Приборным заводом.
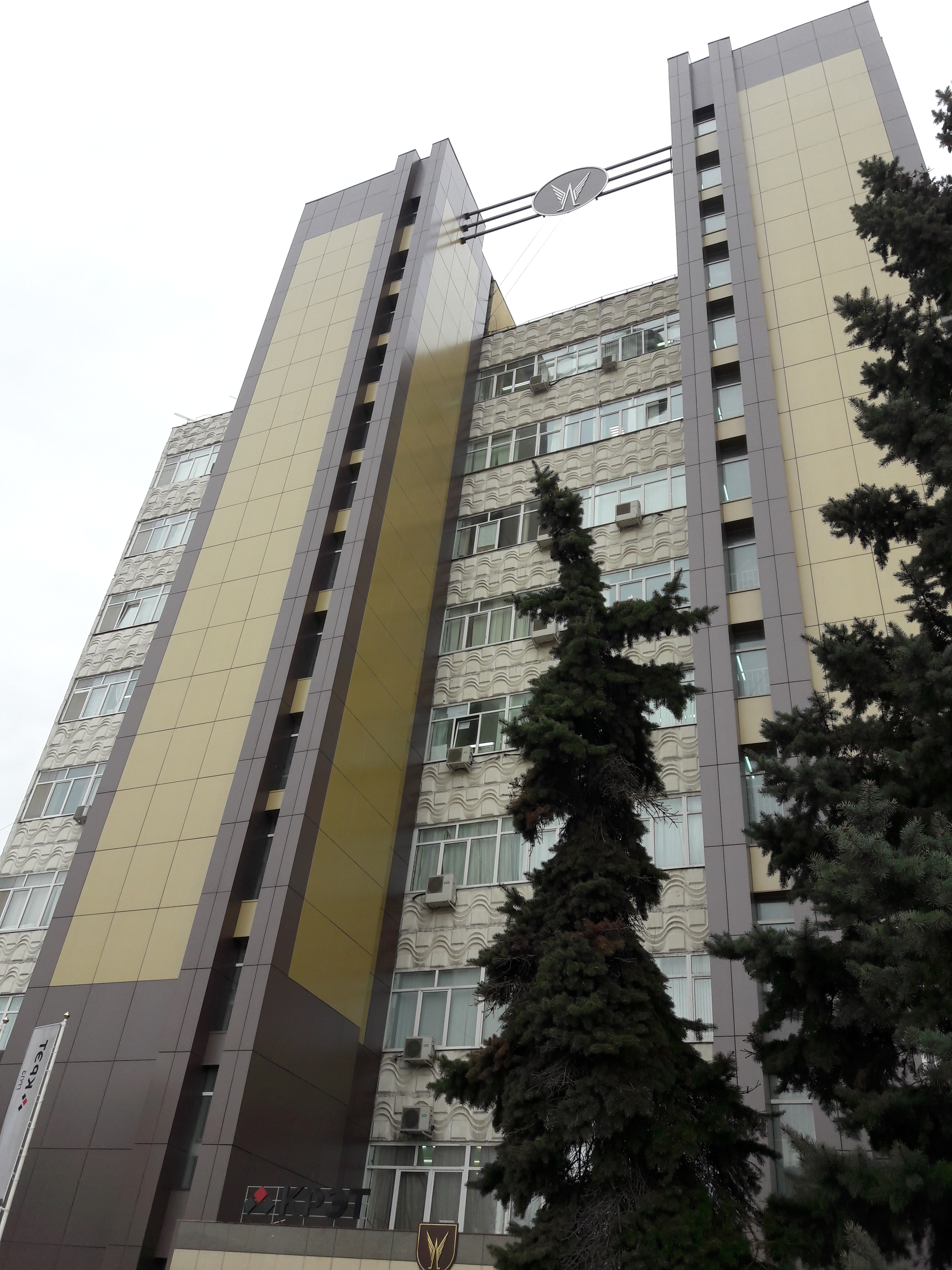
Один из корпусов Приборного завода.
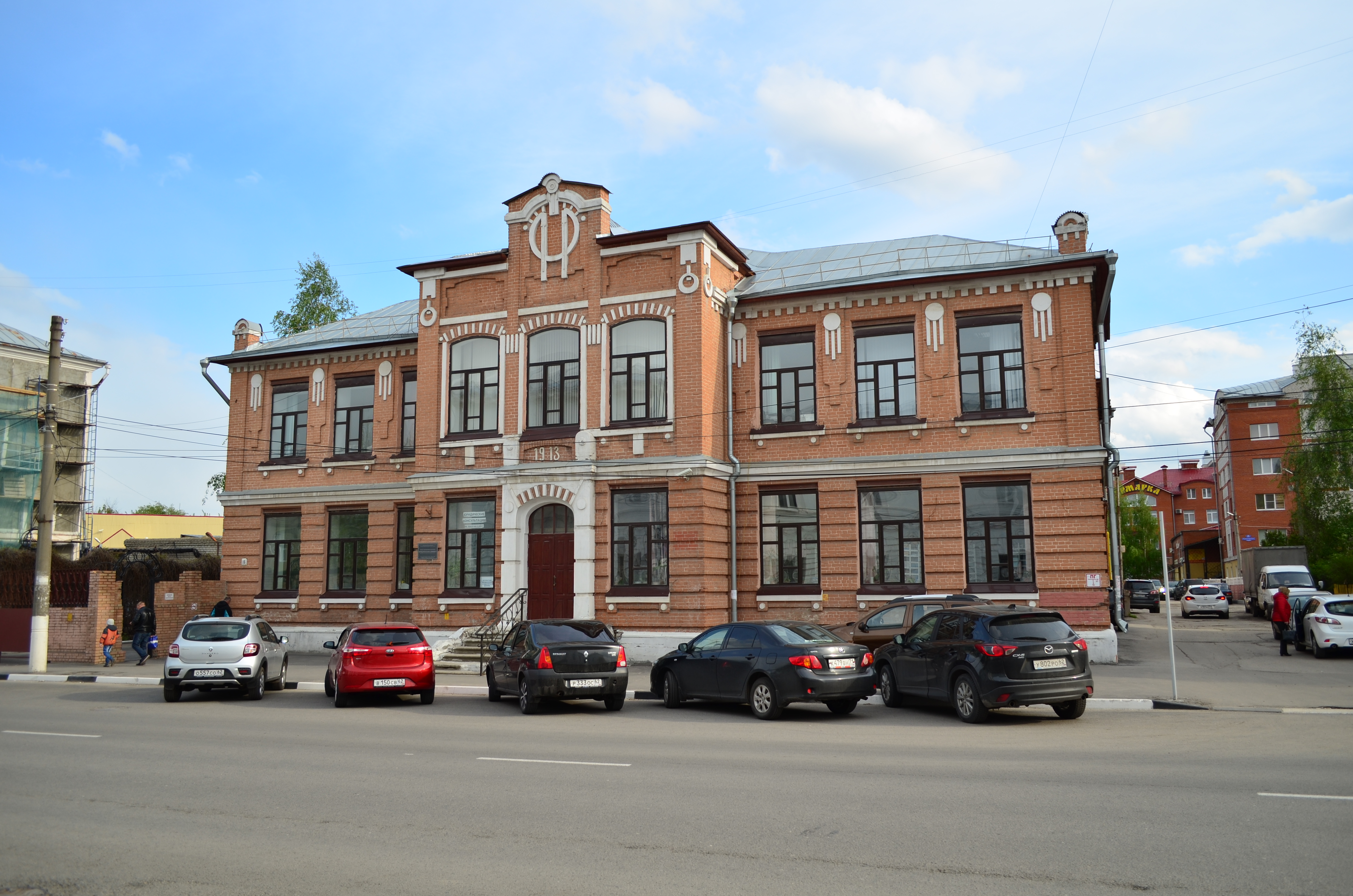
Дом №15.
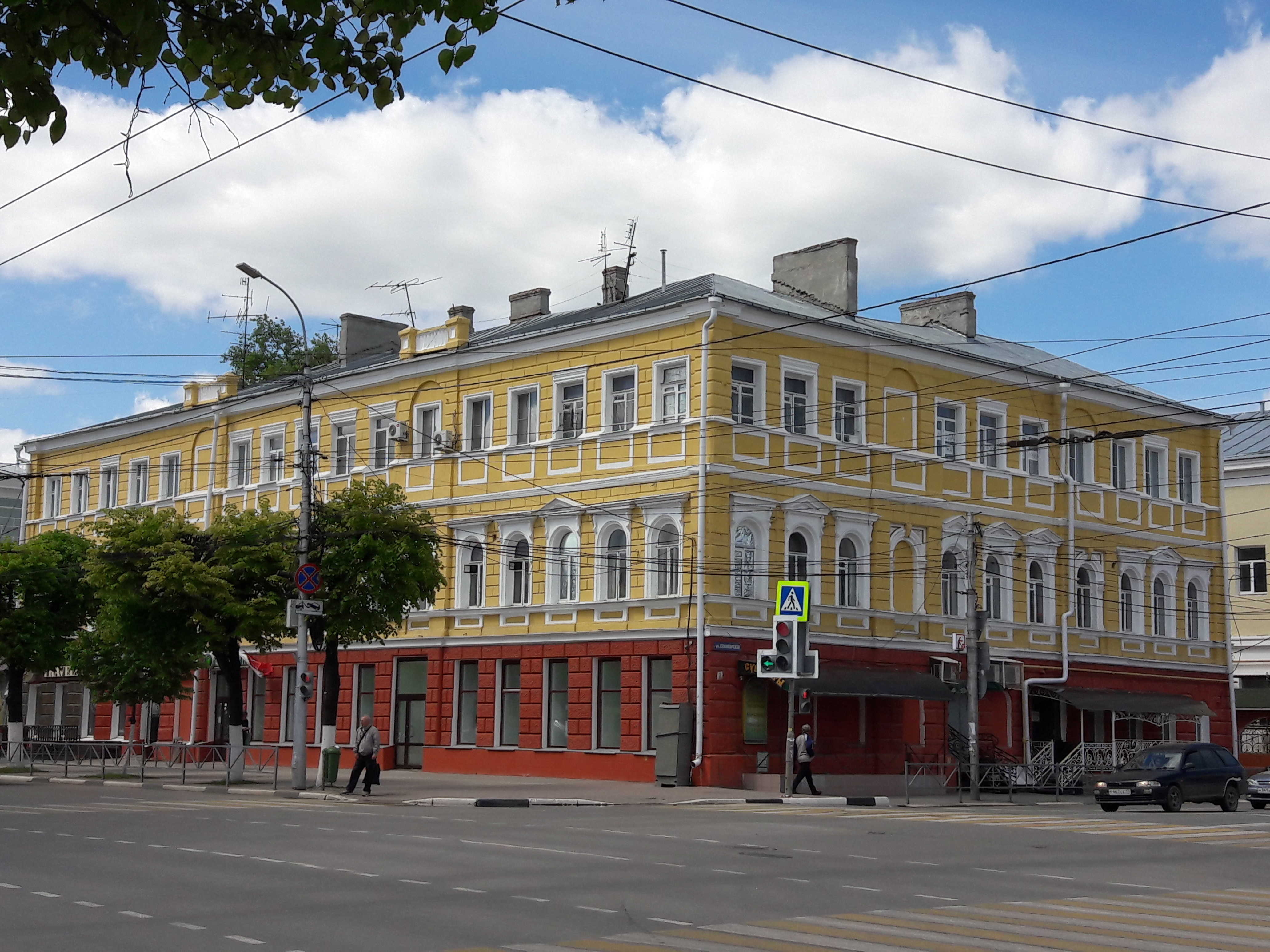
Дом на пересечении улиц Семинарской и Соборной.
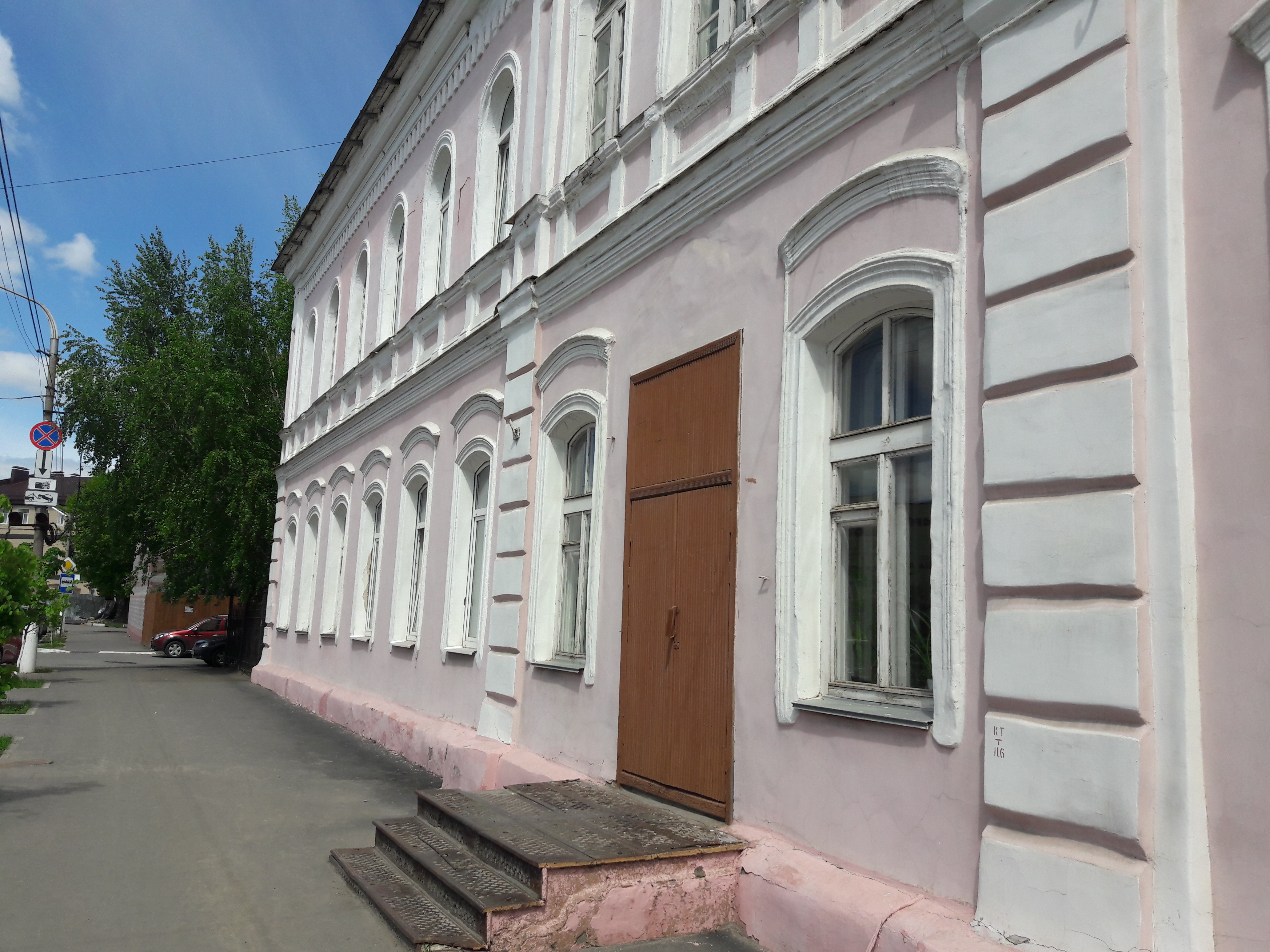
Здание школы № 6.
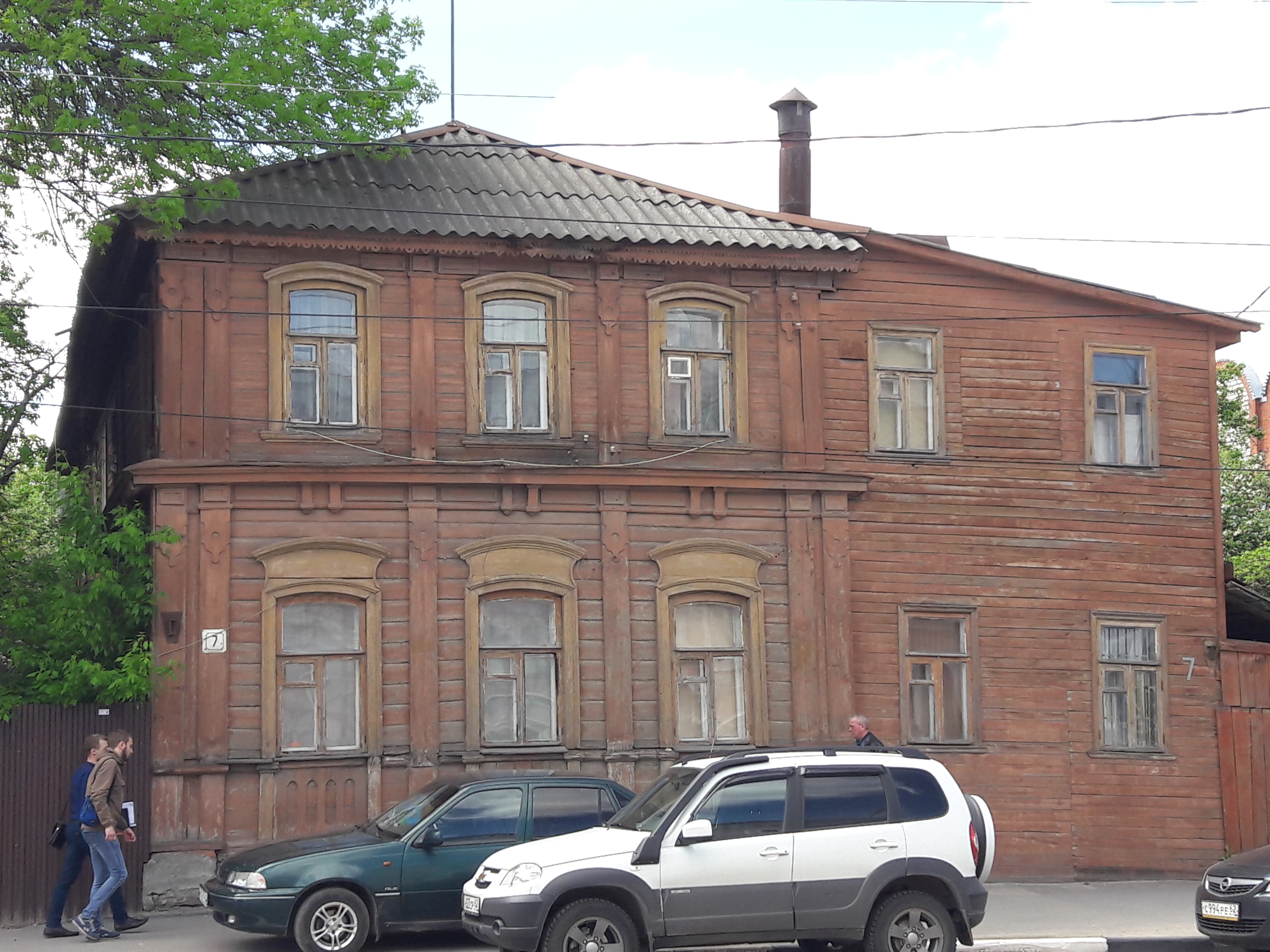
Деревянный дом в стиле модерн.